# Swiftair
Swiftair S.A. è una compagnia aerea con sede a Madrid, Spagna. Opera voli di linea e charter sia passeggeri che cargo in Europa, Nord Africa e Medio Oriente. La sua base principale è l'aeroporto di Madrid-Barajas.

## Storia
La compagnia aerea venne fondata nel 1986. Possiede interamente la controllata Mediterranean Air Freight. Al 2021, Swiftair è un appaltatore delle Nazioni Unite per la Missione delle Nazioni Unite in Sudan. Swiftair ha selezionato il Boeing 737-300F (esemplari convertiti da passeggeri a cargo) della Bedek Aviation (Israel Aerospace Industries) come base della sua futura flotta cargo europea. Il primo aereo è stato consegnato nel maggio 2007 in leasing da AWAS.

## Flotta

### Flotta attuale

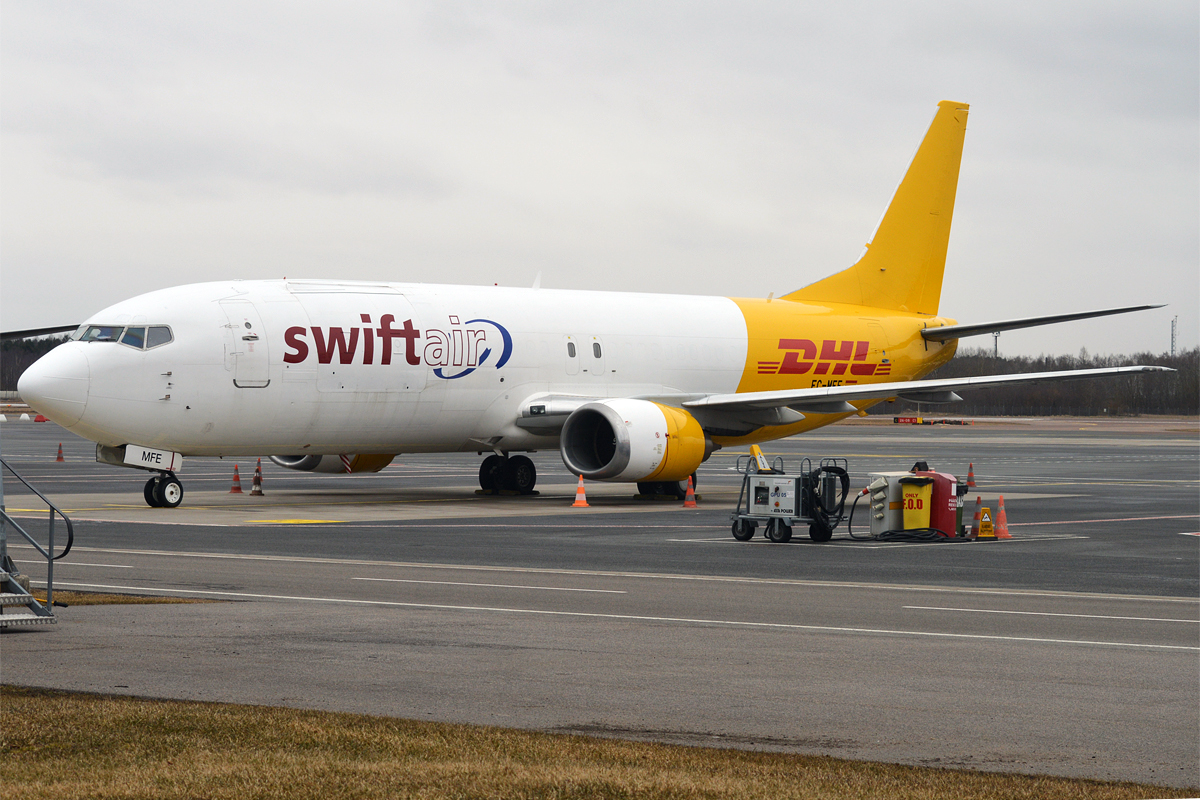
Uno dei Boeing 737-400 operati per la DHL.

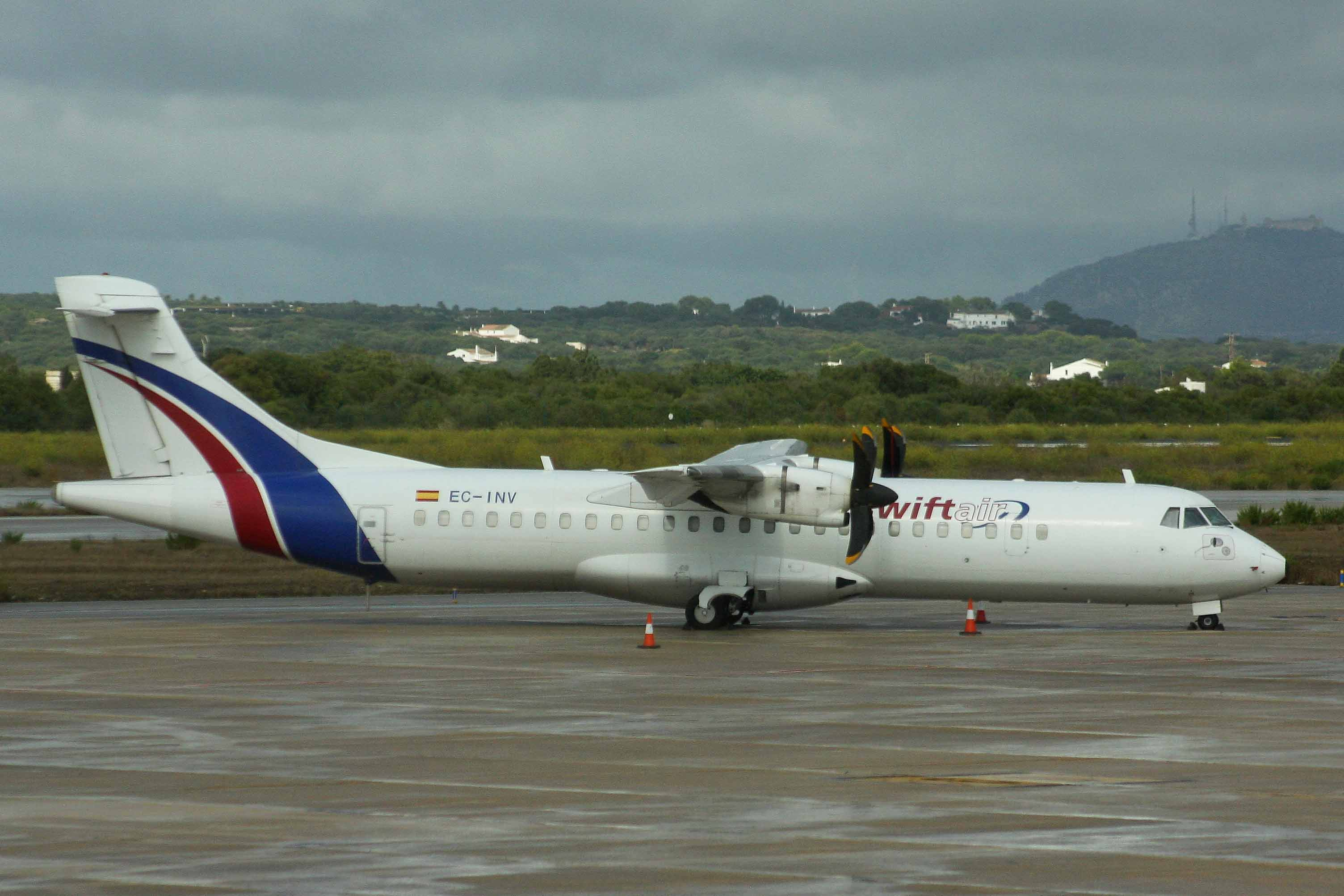
Un ATR 72-200.

A maggio 2023 la flotta di Swiftair è così composta:

### Flotta storica
Swiftair operava in precedenza con i seguenti aeromobili:

## Incidenti
- Il 28 luglio 1998, il volo Swiftair 704, uno Swearingen SA227-AC Metro III, stallò durante l'avvicinamento a Barcellona e precipitò, provocando la morte dei due piloti.[9]
- Il 24 gennaio 2014, il volo Gryphon Airlines 094, un McDonnell Douglas MD-83 in leasing dalla Swiftair, distrusse alcune delle luci che erano entrate in contatto con l'ala destra dell'aereo durante un avvicinamento non stabilizzato. Non ci furono vittime, ma l'aereo venne ritirato dal servizio.[10]
- Il 24 luglio 2014, il volo Air Algérie 5017, un McDonnell Douglas MD-83 in leasing dalla Swiftair, precipitò tra Gao e Kidal nel Mali, il 24 luglio 2014. Il McDonnell Douglas MD-83, con a bordo 110 passeggeri e 6 membri dell'equipaggio, scomparve dai radar 50 minuti dopo il decollo. Il velivolo era stato noleggiato dalla Air Algérie per fornirsi di capacità aggiuntiva durante la stagione estiva. Le vittime furono 116.[11]
- Il 25 novembre 2024, il volo DHL 18D, un Boeing 737-476 (SF) registrato come EC-MFE, si è schiantato a Vilnius, in Lituania, mentre si avvicinava, uccidendo una persona.